# Distretto di Rondocan
Il distretto di Rondocan è un distretto del Perù nella provincia di Acomayo (regione di Cusco) con 2.918 abitanti al censimento 2007.
È stato istituito il 2 gennaio 1857.